# Marie-Louise Meunier
Pour les articles homonymes, voir Meunier.
Marie-Louise Clémentine Meunier, nom abrégé en Marie-Louise Meunier, née le 15 février 1890 à Genas, à l'époque commune de l'Isère, rattachée au Rhône depuis 1968, est une résistante française morte le 25 janvier 1945 au camp de concentration de Ravensbrück.

## Biographie
À sa naissance, son père est cultivateur, sa mère, bouchère.
Durant la seconde Guerre mondiale elle tient, rue de la Poste à Annecy, une boutique vendant des souvenirs, du fil et des rubans. Elle est alors recrutée par Johan Hendrik Weidner, hollandais ayant aussi une boutique dans cette ville, pour le compte du réseau européen de Résistance Dutch-Paris, dont il est le cofondateur.
Dans ce cadre, elle aide les réfugiés néerlandais, notamment juifs, à franchir la frontière franco-suisse, et son adresse sert d'étape pour de nombreux Anglais voulant se rendre de Genève en Angleterre via la France et l'Espagne.
Marie-Louise Meunier est arrêtée le 7 mars 1944. Après avoir été incarcérée quelque temps dans les prisons de Montluc et de Fresnes, elle est déportée au camp de concentration pour femmes de Ravensbrück, situé à 85 km au nord de Berlin, par le convoi parti le 15 août 1944 de la gare de Pantin (convoi des 57000). Elle est ensuite transférée à Torgau, où se trouvait une antenne du camp de concentration de Buchenwald, avant d'être ramenée à Ravensbrück le 5 octobre 1944.
Elle y meurt de privations le 25 janvier 1945,,,.

## Distinctions
- Médaille de la Résistance française à titre posthume (décret du 11 mars 1947)[8]
- Verzetskruis (croix de la Résistance des Pays-Bas) à titre posthume (décret du 20 mai 1950)[9],[10],[11]